# Len Duncan
Leonard „Len“ Duncan (* 25. Juli 1911 in New York City, New York; † 1. August 1998 in Landsdale, Pennsylvania) war ein US-amerikanischer Autorennfahrer.

## Midget Cars
Duncan begann 1928 Midget-Car-Rennen zu fahren. in seiner Karriere gewann er zwischen 1955 und 1967 achtmal die Meisterschaft des American Racing Drivers Club (ARDC). In den 1940er Jahren diente er einmal als Chauffeur von US-Präsident Truman während eines England-Besuches.

## Champ Cars
Duncan startete zwischen 1946 und 1963 in sechs Rennen zur AAA-National-Serie. Sein bestes Resultat war ein siebter Platz, den er 1957 in Trenton einfuhr. Einmal startete bei den 500 Meilen von Indianapolis. Vom letzten Startplatz aus ins Rennen gehend, übergab er seinen Schroeder-Offenhauser nach 56 Runden an George Fonder, der in Runde 101 dann mit einem Bremsdefekt ausfiel. (Fahrerwechsel waren zu dieser Zeit erlaubt). Da die 500 Meilen von Indianapolis von 1950 bis 1960 mit zur Fahrerweltmeisterschaft zählten, steht für ein auch ein Grand-Prix-Start in der Statistik.

## Statistik

### Indy-500-Ergebnisse
| Jahr | Startnr. | Start | Qual (km/h) | Ergebnis | Runden | Führung | Ausfall            |
| ---- | -------- | ----- | ----------- | -------- | ------ | ------- | ------------------ |
| 1953 | 31       | DNQ   |             |          |        |         |                    |
| 1953 | 81       | DNQ   |             |          |        |         |                    |
| 1954 | 33       | 26    | 224,017     | 312      | 43     | 0       | Übergabe an Fonder |
| 1955 | 24       | DNQ   |             |          |        |         |                    |
| 1955 | 73       | DNQ   |             |          |        |         | Trainingsunfall    |
| 1956 | 51       | DNQ   |             |          |        |         |                    |

| Legende  | Legende            | Legende                                                          |
| Farbe    | Abkürzung          | Bedeutung                                                        |
| -------- | ------------------ | ---------------------------------------------------------------- |
| Gold     | –                  | Sieg                                                             |
| Silber   | –                  | 2. Platz                                                         |
| Bronze   | –                  | 3. Platz                                                         |
| Grün     | –                  | Platzierung in den Punkten                                       |
| Blau     | –                  | Klassifiziert außerhalb der Punkteränge                          |
| Violett  | DNF                | Rennen nicht beendet (did not finish)                            |
| Violett  | NC                 | nicht klassifiziert (not classified)                             |
| Rot      | DNQ                | nicht qualifiziert (did not qualify)                             |
| Rot      | DNPQ               | in Vorqualifikation gescheitert (did not pre-qualify)            |
| Schwarz  | DSQ                | disqualifiziert (disqualified)                                   |
| Weiß     | DNS                | nicht am Start (did not start)                                   |
| Weiß     | WD                 | zurückgezogen (withdrawn)                                        |
| Hellblau | PO                 | nur am Training teilgenommen (practiced only)                    |
| Hellblau | TD                 | Freitags-Testfahrer (test driver)                                |
| ohne     | DNP                | nicht am Training teilgenommen (did not practice)                |
| ohne     | INJ                | verletzt oder krank (injured)                                    |
| ohne     | EX                 | ausgeschlossen (excluded)                                        |
| ohne     | DNA                | nicht erschienen (did not arrive)                                |
| ohne     | C                  | Rennen abgesagt (cancelled)                                      |
| ohne     | keine WM-Teilnahme |                                                                  |
| sonstige | P/fett             | Pole-Position                                                    |
| sonstige | 1/2/3/4/5/6/7/8    | Punktplatzierung im Sprint-/Qualifikationsrennen                 |
| sonstige | SR/kursiv          | Schnellste Rennrunde                                             |
| sonstige | *                  | nicht im Ziel, aufgrund der zurückgelegten Distanz aber gewertet |
| sonstige | ()                 | Streichresultate                                                 |
| sonstige | unterstrichen      | Führender in der Gesamtwertung                                   |